# Fabienne Pigière
Fabienne Pigière, née le 5 mai 1972 à Uccle (région de Bruxelles-Capitale), est une archéozoologue, enseignante et scénariste de bande dessinée belge.

## Biographie
Fabienne Pigière naît le 5 mai 1972 à Uccle, une commune bruxelloise,.
En 2009, elle rejoint l'équipe menant des fouilles sur le site archéologique d'Alba Fucens.
Elle est intégrée à l'équipe étudiant les tombes à couloir (en) de University College Dublin (UCD) en 2019.

### Scénariste de bande dessinée
Elle se met à l'écriture de scénarios de bande dessinée en commençant une fructueuse collaboration avec Rudi Miel en 2017. Les trois volets de Libertalia sont publiés aux éditions Casterman de 2017 à 2019.
En 2021, elle renouvelle cette collaboration scénaristique avec la série historique Buonaparte dessinée par Iván Gil. La quadrilogie compte trois tomes en 2022, publiée dans la collection « Histoire et Histoires » aux éditions Delcourt.
En 2025, le projet Pompéï est lancé avec succès sur la plateforme de financement participatif Ulule. De même duo scénaristique conte une aventure historique au cœur des derniers jours de Pompéi dessinée par Paollo Grella. Le premier one shot axé sur le personnage d'Assa, une esclave au service du notable Phobus qui sera vendue au Lupanar, est publié aux éditions Anspach la même année. Selon le scénariste et chroniqueur Jean-François Miniac du site BDzoom, le scénario est captivant et défriche un sujet pas encore abordé en bande dessinée. Le journaliste Jean-Laurent Truc y voit une très bonne reconstitution historique.

## Publications

### Ouvrages
- Anya Diekmann, Fabienne Pigière et al., Artisanat médiéval et habitat urbain : rue d'Une Personne et place de la Vieille-Halle-aux-Blés, Bruxelles, Ministère de la Région de Bruxelles-Capitale. Service des monuments et des sites, coll. « Archéologie à Bruxelles » (no 3), 1997, 158 p., ill. ; 30 cm (OCLC 758315844).
- Fabienne Pigière, Évolution de l'économie alimentaire et des pratiques d'élevage de l'antiquité au haut Moyen Âge en Gaule du Nord une étude régionale sur la zone limoneuse de la moyenne Belgique et du sud des Pays-Bas, Oxford, Archaeopress, coll. « BAR. International series » (no 2035), 2009, 276 p., ill. ; 30 cm (ISBN 9781407306124).

### Parties d'ouvrages
- Fabienne Pigière et Wim Wouters, « La Faune de la villa romaine du “Champ de Saint-Eloi” à Merbes-le-Château », dans Nicolas Authom et Nicolas Paridaens, La Villa gallo-romaine du “Champ de Saint-Eloi” à Merbes-le-Château, Jambes, Service public de Wallonie, coll. « Études et documents : archéologie » (no 30), 2015, 398 p., ill. ; 30 cm (ISBN 978-2-930711-06-5, OCLC 1363693520), p. 151-156.
- Fabienne Pigière et al., « Les Campagnes du territoire Nervien : approches croisées », dans Michel Reddé, Gallia rustica : les campagnes du nord-est de la Gaule, de la fin de l'âge du Fer à l'Antiquité tardive, Bordeaux, Ausonius Éditions, coll. « Mémoires » (no 49-50), 2017, 838 p., ill. ; 30 cm (ISBN 9782356132062), p. 179-201.

### Direction d'ouvrages
- Fabienne Pigière (dir.) et Karine Bausier (dir.), Antoing, Bruyelle : villa romaine et occupations antérieures, Namur, Agence wallonne du Patrimoine, coll. « Études et documents : archéologie » (no 23), 2019, 454 p., ill. ; 30 cm (ISBN 978-2-39038-006-1).

### Albums de bande dessinée

#### Libertalia
- 1. Le Triomphe ou la Mort[11], Casterman, Bruxelles, 12 avril 2017
Scénario : Rudi Miel et Fabienne Pigière - Dessin et couleurs : Paollo Grella -  (ISBN 978-2-203-10891-2)
- 2. Les Murailles d'Eden[12],[13], Casterman, Bruxelles, 18 avril 2018
Scénario : Rudi Miel et Fabienne Pigière - Dessin et couleurs : Paollo Grella -  (ISBN 978-2-203-15315-8)
- 3. Les Chemins de l'Enfer[14], Casterman, Bruxelles, 10 avril 2019
Scénario : Rudi Miel et Fabienne Pigière - Dessin et couleurs : Paollo Grella -  (ISBN 9782203171633)

#### Buonaparte
- 1. Sainte-Hélène[6],[15],[16],[17],[18], Delcourt, coll. « Histoire et Histoires », Bruxelles, 21 avril 2021
Scénario : Rudi Miel et Fabienne Pigière - Dessin : Iván Gil - Couleurs : Iver2anes -  (ISBN 9782413030126)
- 2. Trésor de guerre[19],[20],[21],[22], Delcourt, coll. « Histoire et Histoires », Bruxelles, 22 juin 2022
Scénario : Rudi Miel et Fabienne Pigière - Dessin : Iván Gil - Couleurs : Iver2anes -  (ISBN 9782413043614)
- 3. Jugement dernier[23],[24],[25], Delcourt, coll. « Histoire et Histoires », Bruxelles, 30 août 2023
Scénario : Rudi Miel et Fabienne Pigière - Dessin : Iván Gil - Couleurs : Iver2anes -  (ISBN 978-2-413-04926-5)

#### Pompéï
- 1. Assa[9],[10],[26],[27],[28], Anspach, Lasne, 16 mai 2025
Scénario : Rudi Miel et Fabienne Pigière - Dessin et couleurs : Paolo Grella -  (ISBN 978-2-931105-41-2)

### En revues et journaux
- Fabienne Pigière, « Les Camélidés en contexte Bas-Empire à Arlon », Bulletin trimestriel de l'Institut archéologique du Luxembourg - Arlon, nos 1-2,‎ 2010, p. 141-142
- Fabienne Pigière, « Le Vautour moine en Belgique romaine », Bulletin trimestriel de l'Institut archéologique du Luxembourg - Arlon, nos 1-2,‎ 2010, p. 143-146
- (en) Fabienne Pigière et al., « New archaeozoological evidence for the introduction of the guinea pig to Europe » [« Nouvelles preuves archéozoologiques de l'introduction du cochon d'Inde en Europe »], Journal of Archaeological Science, vol. 39, no 4,‎ avril 2012, p. 1020–1024 (DOI 10.1016/j.jas.2011.11.021)

### Articles
- Fabienne Pigère, Rudi Miel, Paolo Grella (interviewés par Alexis Seny), « Dans Libertalia, « il y a de la violence, de l’aventure, mais aussi une véritable idéologie : les pirates gagnaient leur liberté et rompaient avec la société mise en place » », Branchés Culture,‎ 25 mai 2017 (lire en ligne, consulté le 24 avril 2025).

### Émissions de radio
- Fabienne Pigière, archéologue et scénariste de la BD « Pompéï », est l’invitée de La Voix est libre, présentée par Sabine Ringelheim sur BX1 (50 min), 20 mai 2025.

### Vidéographie
- [vidéo] « Métiers de l'archéologie : Fabienne Pigière, archéozoologue », sur YouTube, 26 octobre 2014